# Agostino Giuseppe Delfino
Agostino Giuseppe Delfino (ur. 17 czerwca 1935 w Arenzano, zm. 18 października 2020 w Savonie) – włoski duchowny rzymskokatolicki posługujący w Republice Środkowoafrykańskiej, w latach 1991-2010 biskup Berbérati, kapucyn.

## Życiorys
Święcenia kapłańskie przyjął 29 września 1959. 27 czerwca 1991 został prekonizowany biskupem Berbérati. Sakrę biskupią otrzymał 27 października 1991. 17 czerwca 2010 przeszedł na emeryturę.